# Edixon Paladines
Edixon Omar Paladines Alberca (ur. 24 lipca 1992) – ekwadorski zapaśnik walczący w stylu wolnym. Mistrz Ameryki Południowej w 2015, drugi w 2014 i trzeci w 2012 roku.